# William Grover-Williams
William Grover-Williams, właśc. William Charles Frederick Grover ps. W. Williams, Willy Williams, Sebastian, krypt. Chestnut (ur. 16 stycznia 1903 w Montrouge, zm. 18 marca 1945 w Sachsenhausen) – brytyjski kierowca wyścigowy francuskiego pochodzenia, agent SOE w czasie II wojny światowej.

## Życiorys

### Kariera wyścigowa
W wyścigach samochodowych Grover-Williams poświęcił się głównie startom w wyścigach Grand Prix. W latach 1931-1932, 1936 Brytyjczyk był klasyfikowany w Mistrzostwach Europy AIACR. W pierwszym sezonie startów odniósł zwycięstwo w Grand Prix Belgii. Z dorobkiem czternastu punktów został sklasyfikowany na dziewiątym miejscu w końcowej klasyfikacji kierowców. Rok później uzbierane dwadzieścia punkty dały mu dziewiąte miejsce w końcowej klasyfikacji kierowców. W sezonie 1936 uplasował się na osiemnastym miejscu.

### II wojna światowa
Ze względu na pochodzenie i znajomość języka francuskiego został zatrudniony we francuskiej sekcji Kierownictwa Operacji Specjalnych (SOE-F) w stopniu kapitan oznaczony kryptonimem "Chestnut" i numerem 231 189. Do okupowanej Francji został przerzucony razem z Christopherem Burney'em przydzielonym do innej misji 30 maja 1942. Wylądowali w okolicach Le Mans. 
W Ruchu Oporu Grover-Williams przyjął pseudonim "Sebastian". Do współpracy zwerbował swoich francuskich przyjaciół, min. kierowców rajdowych Roberta Benoist i Jean-Pierre'a Wimille, z którymi stworzył działającą w rejonie Paryża grupę sabotażową odpowiedzialną także za przyjmowanie zrzutów.
2 sierpnia 1942 William Grover-Williams został aresztowany przez Sipo-SD w Auffargis. Po długotrwałym śledztwie został przewieziony do Berlina a następnie deportowany do KL Sachsenhausen. 23 marca 1945 został rozstrzelany w KL Sachsenhausen razem z Francis Suttill, innym agentem SOE.

### Życie prywatne
Jego rodzicami byli Hermance i Frederic Grover. W 1929 poślubił Francuzkę Yvonne Aupicq zajmującą się hodowlą terierów szkockich.

## Upamiętnienie
- William Grover-Williams został upamiętniony na cmentarzu Brookwood, na pomniku w Valençay ku pamięci 104 poległych agentów sekcji F SOE oraz na tablicy w Sachsenhausen
- Przy Circuit de Monaco znajduje się pomnik Grover-Williamsa[3]
- Sean Devlin, główny bohater gry komputerowej The Saboteur, bojownik La Resistance, współpracownik SOE, mechanik i początkujący kierowca irlandzkiego pochodzenia, jest wzorowany na Williamie Grover-Williamsie[4]

## Odznaczenia
- Krzyż Wojenny 1939-1945 (Francja)
- Wymieniony w Sprawozdaniu (Wielka Brytania)

Szef SOE gen-mjr Colin Gubbins złożył we wrześniu 1945 wniosek o odznaczenia Williama Grover-Williamsa Orderem Imperium Brytyjskiego za zasługi wojenne. Po potwierdzeniu śmierci kierowcy, z powodu regulaminu odznaczenia zabraniającego nadania pośmiertne, wniosek został odrzucony.

## Zwycięstwa w wyścigach Grand Prix
| Rok  | Grand Prix             | Tor               | Samochód        | Wyniki |
| ---- | ---------------------- | ----------------- | --------------- | ------ |
| 1928 | Grand Prix Francji     | Saint-Gaudens     | Bugatti Type 35 | Wyniki |
| 1929 | Grand Prix Monako      | Monte Carlo       | Bugatti Type 35 | Wyniki |
| 1929 | Grand Prix Francji     | Le Mans           | Bugatti Type 35 | Wyniki |
| 1931 | Grand Prix Belgii      | Spa-Francorchamps | Bugatti Type 51 | Wyniki |
| 1931 | Grand Prix de la Baule | La Baule          | Bugatti Type 51 | Wyniki |
| 1932 | Grand Prix de la Baule | La Baule          | Bugatti Type 51 | Wyniki |
| 1933 | Grand Prix de la Baule | La Baule          | Bugatti Type 51 | Wyniki |